# فولغينسيو أوبيلمجياس
فولغينسيو أوبيلمجياس (بالإسبانية: Fulgencio Obelmejias) (مواليد 1953) هو ملاكم فنزويلي، مثّل بلاده في الألعاب الأولمبية الصيفية 1976.

## روابط خارجية
فولغينسيو أوبيلمجياس على موقع بوكس ريك (الإنجليزية) (registration required)
- فولغينسيو أوبيلمجياس على موقع أوليمبيديا (الإنجليزية)